# Werner Skowron
Werner H. Skowron (* 30. Oktober 1943 in Rückers, Landkreis Glatz; † 18. März 2016) war ein deutscher Politiker (CDU). 1990 war er amtierender Minister der Finanzen der DDR.

## Leben
Skowron erlernte den Beruf eines Bankkaufmanns bei der Sparkasse Gotha. Nach dem Besuch der Fachschule für Ökonomie in Gotha legte er die Prüfung als Ökonom ab und begann 1962 bei der Kreissparkasse Lübben. Er absolvierte den Grundwehrdienst in der Nationalen Volksarmee und wurde als Gefreiter entlassen. Nach einer Tätigkeit in der Filiale der Deutschen Notenbank in Lübben ging er 1966 in die Zentrale der Notenbank nach Berlin, wo er zwischenzeitlich als Revisor der Industrie- und Handelsbank tätig war. 1975 erwarb er den Hochschulabschluss an der Humboldt-Universität in Berlin als Diplomwirtschaftler. 
Skowron war seit 1980 Mitglied der Blockpartei CDU, 1980 bis 1985 Abgeordneter des Bezirkstages Cottbus und 1989 bis 1990 Abgeordneter der Stadtbezirksversammlung Berlin-Friedrichshain. Von 1987 bis Januar 1990 war er Stadtbezirksrat für Finanzen und Preise von Berlin-Friedrichshain. Ab Juni 1990 fungierte er als Staatssekretär und nach der Entlassung Walter Rombergs am 15. August 1990 bis zur Deutschen Wiedervereinigung als amtierender Minister der Finanzen der DDR. Während der politischen Wende, im Dezember 1989, wurde er Mitglied des Präsidiums der CDU und deren Schatzmeister. Anschließend war er vom 20. Dezember 1990 bis 1994 Mitglied des Deutschen Bundestages. Ab 1995 war Skowron als Referatsleiter im Bundesministerium der Finanzen tätig und damit unter anderem für die Privatisierungsberatung in Osteuropa zuständig. Zuletzt leitete er dort bis zu seinem Ruhestand 2008 das für die Abwicklung von Unternehmen der Bundesanstalt für vereinigungsbedingte Sonderaufgaben zuständige Referat.
Skowron starb im Alter von 72 Jahren und wurde auf dem Waldfriedhof Strausberg beigesetzt.